# Hoplolabis iranica
Hoplolabis iranica är en tvåvingeart som först beskrevs av Alexander 1973.  Hoplolabis iranica ingår i släktet Hoplolabis och familjen småharkrankar. Inga underarter finns listade i Catalogue of Life.